# Erdmasse
Als Erdmasse (kurz M🜨, manchmal auch ME) bezeichnet man die Masse unseres Planeten Erde. Die Erdmasse ist eine astronomische Maßeinheit und beträgt etwa 5.9722e24 kg (5,9722 Trilliarden Tonnen). 67 Prozent davon entfallen auf den Erdmantel, 32 Prozent auf den Erdkern und ein knappes halbes Prozent auf die Erdkruste. Die Massen der Weltmeere und der Atmosphäre gehören zur Erdmasse dazu.
Die Erdmasse wird oft als Referenzgröße benutzt, um die Masse anderer Himmelskörper anzugeben. Eine große Rolle spielt sie neben der Astronomie auch in der Geodäsie, Physik und Raumfahrt.
Da die Dichte der Erde durch Schichtung hin zum Erdmittelpunkt ansteigt, ist das Trägheitsmoment der Erde geringer als das einer homogenen Vollkugel gleicher Größe und Masse.
| Bezugsobjekt | Masse [kg]    | Masse [M🜨]           |
| ------------ | ------------- | -------------------- |
| Mond         | 7,3460 · 1022 | 000.000,0123 (≈1⁄81) |
| Mars         | 6,4190 · 1023 | 000.000,1070 (≈1⁄9)  |
| Erde         | 5,9722 · 1024 | 000.001              |
| Jupiter      | 1,8986 · 1027 | 000.318              |
| Sonne        | 1,9884 · 1030 | 333.000              |

## Bestimmung
Da es für die Erde keine klassische Waage gibt, muss man die Auswirkungen ihres Gravitationsfelds GM🜨 analysieren. Durch Bahnbeobachtung von Erdsatelliten kann man dieses sehr genau zu GM🜨 =
3.986004418(8)e14 m3·s−2 bestimmen. Zur Berechnung der Masse M🜨 (in Kilogramm) muss man die Gravitationskonstante G kennen. Diese ist jedoch mit 6.67430(15)e-11 m3·kg−1·s−2 weniger genau bekannt.
Die mittlere Dichte der Erde wurde erstmals 1774 mit dem Schiehallion-Experiment bestimmt. Im Jahr 1797 bestimmte Henry Cavendish mit einer Gravitationswaage zum ersten Mal direkt die Anziehungskraft zweier Probekörper mit genau bekannter Masse und damit den Wert der Gravitationskonstante, woraus man Masse und Dichte der Erde (und anderer Himmelskörper) berechnen konnte. Cavendish bestimmte G auf knapp 1 Prozent genau, heute ist man mit einer geschätzten Ungenauigkeit von 0,002 2 Prozent um reichlich 2½ Größenordnungen besser.
Dies führt zu der Situation, dass wir die Massenverhältnisse zwischen Himmelskörpern weitaus genauer als die Massen selbst kennen. So kennen wir das Verhältnis von Sonnenmasse zu Erdmasse mit M☉/M🜨 = 332 946,048 7(7) auf etwa 10 Stellen genau.
Die Erdmasse kann als Konstante gelten, da auch über Jahrtausende sich ihre Massenänderungen weit jenseits der Messgrenzen von
M🜨 und GM🜨 abspielen werden. Zu den Massenänderungen tragen Massenzuwächse, vor allem die rund 40.000 Tonnen an Meteoritenstaub, die jährlich auf die Erde fallen, wie auch Massenverluste durch das Entweichen leichter Gase (insbes. Wasserstoff) aus der Hochatmosphäre in den Weltraum bei.